# Collège de maître Gervais

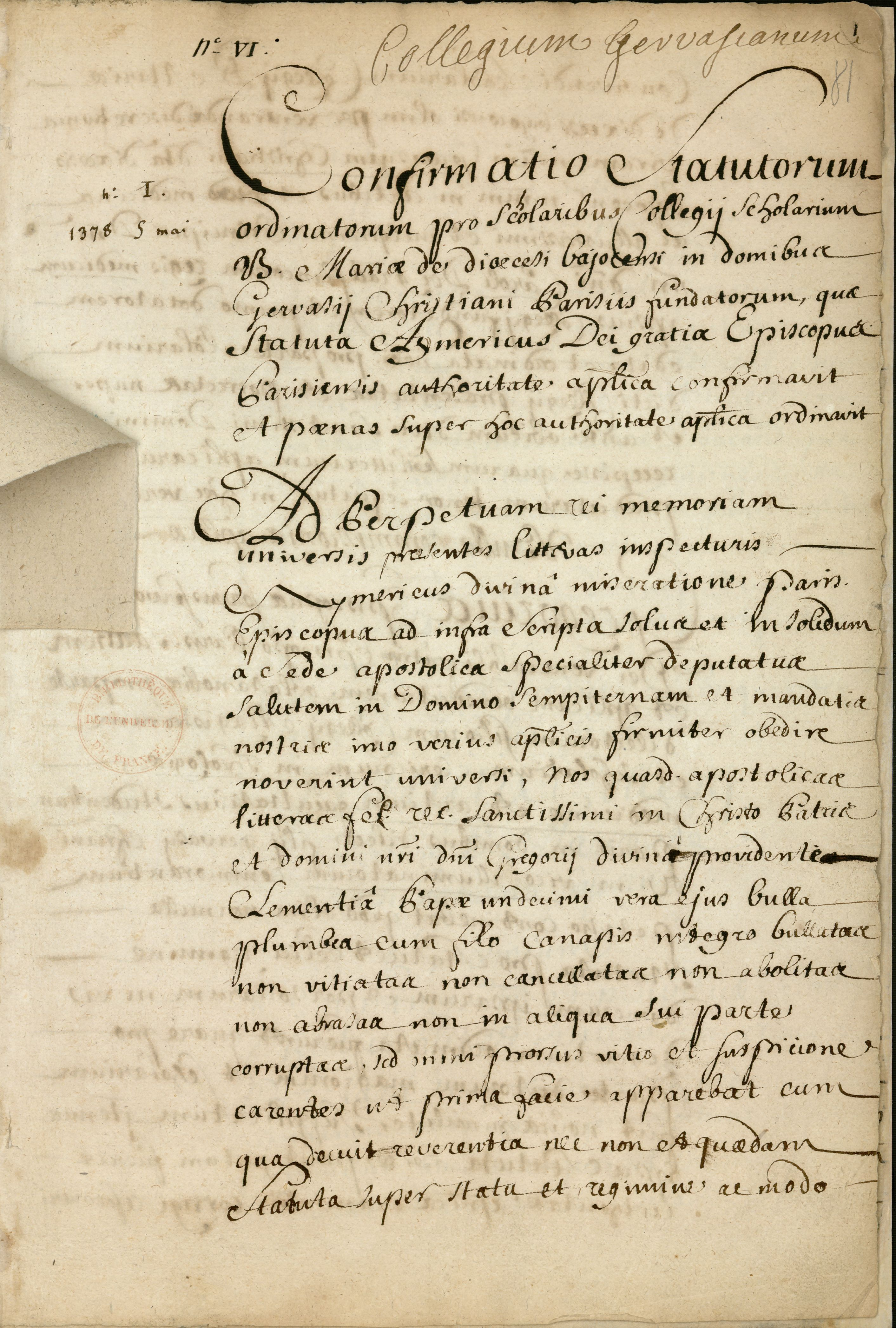
Fondation et statuts du collège de Maître Gervais Chrétien ou de Notre-Dame de Bayeux. Manuscrit en latin (Bibliothèque de la Sorbonne, NuBIS)

Le collège de Maître Gervais est un collège de l'ancienne université de Paris.

## Historique
Il est fondé le 20 février 1371 sur proposition de Gervais Chrétien († 1382), par décision de l'évêque de Paris Aymeric de Magnac et avec approbation du pape Grégoire XI.
On sait par Christine de Pizan. que Gervais Chrétien, né dans la pauvreté à Vendes, dans le diocèse de Bayeux, d'abord chanoine de Bayeux,  puis de Paris, fut Premier médecin du roi Charles V qui, sachant qu'il se passionnait pour l'astrologie, créa dans cette discipline deux bourses d'enseignement réservées à des étudiants originaires de son pays. En 1532, l'établissement avait une propriété à Crèvecœur-en-Brie.
Le collège se dressait au coin de la rue du Foin et de la rue Boutebrie. Un décret impérial du 3 thermidor an XIII (22 juillet 1805) affecte les anciens bâtiments du collège à une caserne d'infanterie qui prend le nom de caserne de maître Gervais et qui, située au no 16 de la rue du Foin-Saint-Jacques, est également appelée « caserne de la rue du Foin ». Le bâtiment est détruit lors du percement du boulevard Saint-Germain.
Le physicien Roberval, inventeur de la balance qui porte son nom, y enseigna la philosophie.